# Frymburk (Klatovyi járás)
Frymburk település Csehországban, a Klatovyi járásban. Frymburk Volenice, Domoraz, Soběšice, Kejnice, Krejnice, Kalenice és Nezamyslice településekkel határos. Lakosainak száma 111 fő (2024. január 1.).

## Népesség
A település lakosságának változását az alábbi diagram mutatja:
| Lakosok száma | 401  | 419  | 390  | 295  | 155  | 101  | 115  | 112  | 112  | 111  |
|               | 1869 | 1890 | 1921 | 1950 | 1980 | 2001 | 2017 | 2019 | 2022 | 2024 |